# Провинция Кентербери
Провинция Кентербери (англ. Province of Canterbury), или Южная Провинция — одна из двух митрополий, на которые делится Церковь Англии (другая митрополия — Провинция Йорка (англ. Province of York). Она состоит из 30 диоцезов, которые охватывают две трети Юга Англии, включая Нормандские острова, Фолклендские (Мальвинские) острова, несколько приходов в Уэльсе и материковую Европу (Диоцез Гибралтара в Европе).
До того как в 1920 году был упразднён государственный статус Церкви Уэльса, провинция Кентербери включала весь Уэльс. Между 787 и 803 годами она была разделена, чтобы сформировать третью провинцию, Провинцию Личфилда (англ. Province of Lichfield), которая была упразднена в 796 году.
Глава Провинции — Архиепископ Кентерберийский.